# آلفا رومئو آرنا

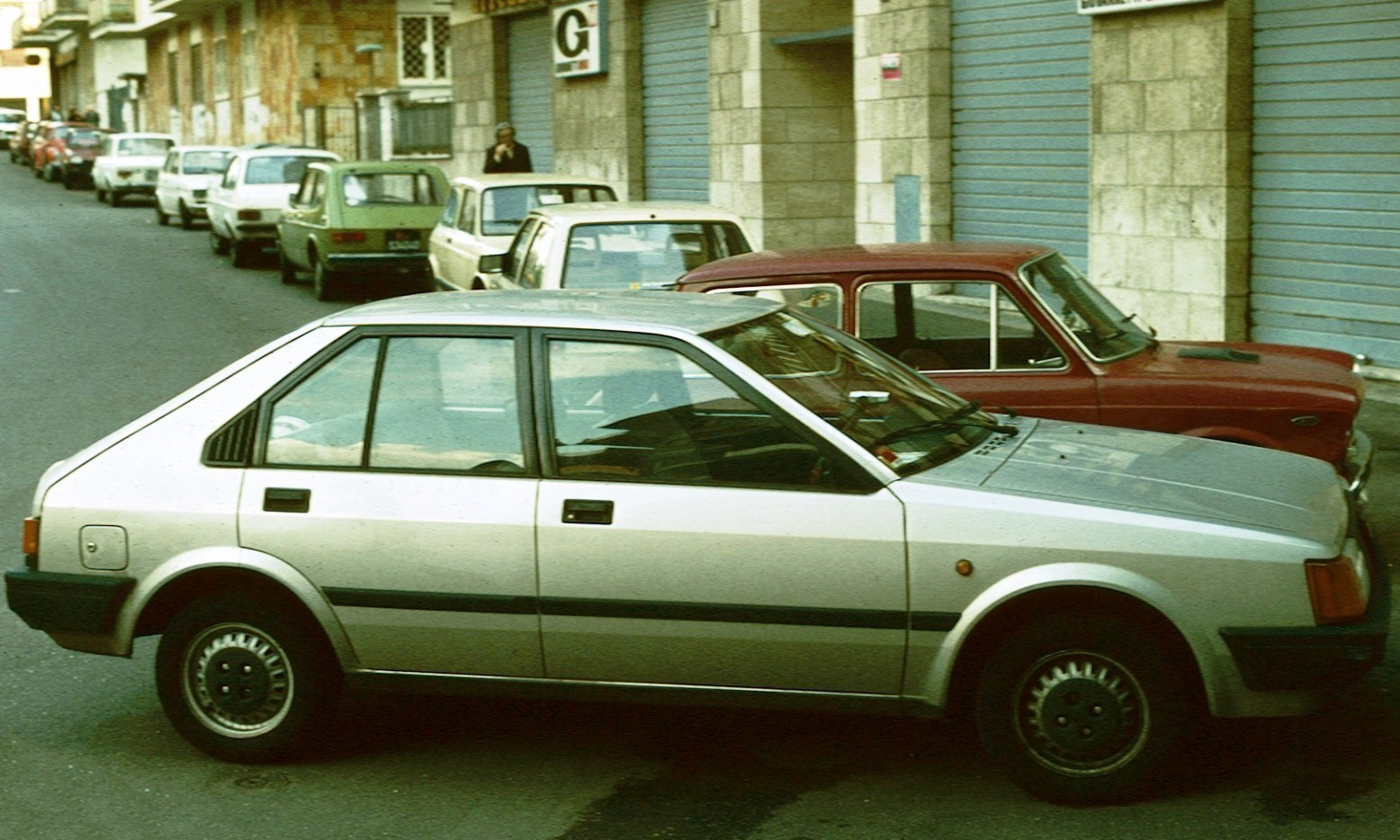

آلفارومئو آرنا (Alfa Romeo Arna) خودرویی است که در سال‌های ۱۹۸۳ تا ۱۹۸۷ با شمارگانی در حدود ۵۳،۰۴۷ در ایتالیا تولید شده‌است. طول آن در حالت طبیعی ۴٬۰۰۰ میلیمتر (۱۵۷٫۵ اینچ)، عرض آن در حالت طبیعی ۱٬۶۲۱ میلیمتر (۶۳٫۸ اینچ)، ارتفاع آن در حالت طبیعی ۱٬۳۴۰ میلیمتر (۵۲٫۸ اینچ) و وزن آن در حالت طبیعی ۸۵۰ کیلوگرم (۱٬۸۷۴ پوند) است. سیستم جعبه‌دندهٔ آن به صورت دستی است.